# Troféu Premier League Ásia de 2003
O Troféu Premier League Ásia de 2003 foi a primeira edição do torneio disputada entre os dias 24 e 27 de Julho de 2003. Todas as partida ocorreram em Kuala Lumpur no Estádio Nacional Bukit Jalil. O Chelsea sagrou-se campeão.

## Participantes
- Premier League

1. Birmingham City
2. Chelsea
3. Newcastle United

- Ásia

1. Malásia

## Resultados
|  | Semifinais                                                        | Semifinais                                                        |       |                                                                   | Final                                                             | Final |  |
|  |                                                                   |                                                                   |       |                                                                   |                                                                   |       |  |
|  | 24 de Julho de 2003 – Kuala Lumpur (Estádio Nacional Bukit Jalil) |                                                                   |       |                                                                   |                                                                   |       |  |
|  | Birmingham City                                                   | 1                                                                 |       |                                                                   |                                                                   |       |  |
|  | Newcastle United                                                  | 2                                                                 |       |                                                                   |                                                                   |       |  |
|  |                                                                   |                                                                   |       |                                                                   |                                                                   |       |  |
|  |                                                                   |                                                                   |       |                                                                   | 27 de Julho de 2003 – Kuala Lumpur (Estádio Nacional Bukit Jalil) |       |  |
|  |                                                                   |                                                                   |       |                                                                   | Newcastle United                                                  | 0 (4) |  |
|  |                                                                   | Chelsea                                                           | 0 (5) |                                                                   |                                                                   |       |  |
|  |                                                                   |                                                                   |       |                                                                   |                                                                   |       |  |
|  |                                                                   |                                                                   |       |                                                                   |                                                                   |       |  |
|  |                                                                   |                                                                   |       |                                                                   | Terceiro lugar                                                    |       |  |
|  | 25 de Julho de 2003 - Kuala Lumpur (Estádio Nacional Bukit Jalil) | 25 de Julho de 2003 - Kuala Lumpur (Estádio Nacional Bukit Jalil) |       | 26 de Julho de 2003 – Kuala Lumpur (Estádio Nacional Bukit Jalil) | 26 de Julho de 2003 – Kuala Lumpur (Estádio Nacional Bukit Jalil) |       |  |
|  | Malásia                                                           | 1                                                                 |       | Birmingham City                                                   | 4                                                                 |       |  |
|  | Chelsea                                                           | 4                                                                 |       |                                                                   | Malásia                                                           | 0     |  |

## Jogos

### Semi finais
| 24 de Julho de 2003 | Birmingham City | 1 – 2 | Newcastle United             | Estádio Nacional Bukit Jalil, Kuala Lumpur |
|                     | Devlin 72' (P)  |       | Shearer 36' (P) · Ameobi 75' | Público: 14,600 Árbitro: Robert Styles     |

| 25 de Julho de 2003 | Malásia  | 1 – 4 | Chelsea                                                      | Estádio Nacional Bukit Jalil, Kuala Lumpur |
|                     | Omar 40' |       | Lampard 36' · Hasselbaink 70' · Gudjohnsen 83' · Johnson 85' | Público: 21,000 Árbitro: Subkhiddin Salleh |

### Disputa do 3º lugar
| 26 de Julho de 2003 | Birmingham City                          | 4 – 0 | Malásia | Estádio Nacional Bukit Jalil, Kuala Lumpur |
|                     | John 8', 50' · Clemence 76' · Hughes 81' |       |         | Público: 12,000 Árbitro: Robert Styles     |

### Final
| 27 de Julho de 2003 | Newcastle United | 0 – 0 | Chelsea | Estádio Nacional Bukit Jalil, Kuala Lumpur |
|                     |                  |       |         | Público: 41,500 Árbitro: Andy D'Urso       |

|                                                   |     | Penalidades                                           |  |
| Shearer Robert Dyer Bowyer Bellamy Woodgate Jenas | 4–5 | Lampard Duff Huth Gudjohnsen Hasselbaink Keenan Terry |  |

## Campeão
| Troféu Premier League Ásia de 2003 |
| ---------------------------------- |
| Chelsea CAMPEÃO                    |

## Artilheiros
| Jogador                 | Clube            | Gols |
| ----------------------- | ---------------- | ---- |
| Stern John              | Birmingham City  | 2    |
| Alan Shearer            | Newcastle United | 1    |
| Paul Devlin             | Birmingham City  | 1    |
| Shola Ameobi            | Newcastle United | 1    |
| Frank Lampard           | Chelsea          | 1    |
| Hairuddin Omar          | Malásia          | 1    |
| Jimmy Floyd Hasselbaink | Chelsea          | 1    |
| Eidur Gudjohnsen        | Chelsea          | 1    |
| Glen Johnson            | Chelsea          | 1    |
| Stephen Clemence        | Birmingham City  | 1    |
| Bryan Hughes            | Birmingham City  | 1    |